# ボボフ・ドル
座標: 北緯42度22分 東経23度1分 / 北緯42.367度 東経23.017度

ボボフ・ドル
Бобошево
Boboshevoボボフ・ドル ブルガリア内のボボフ・ドルの位置

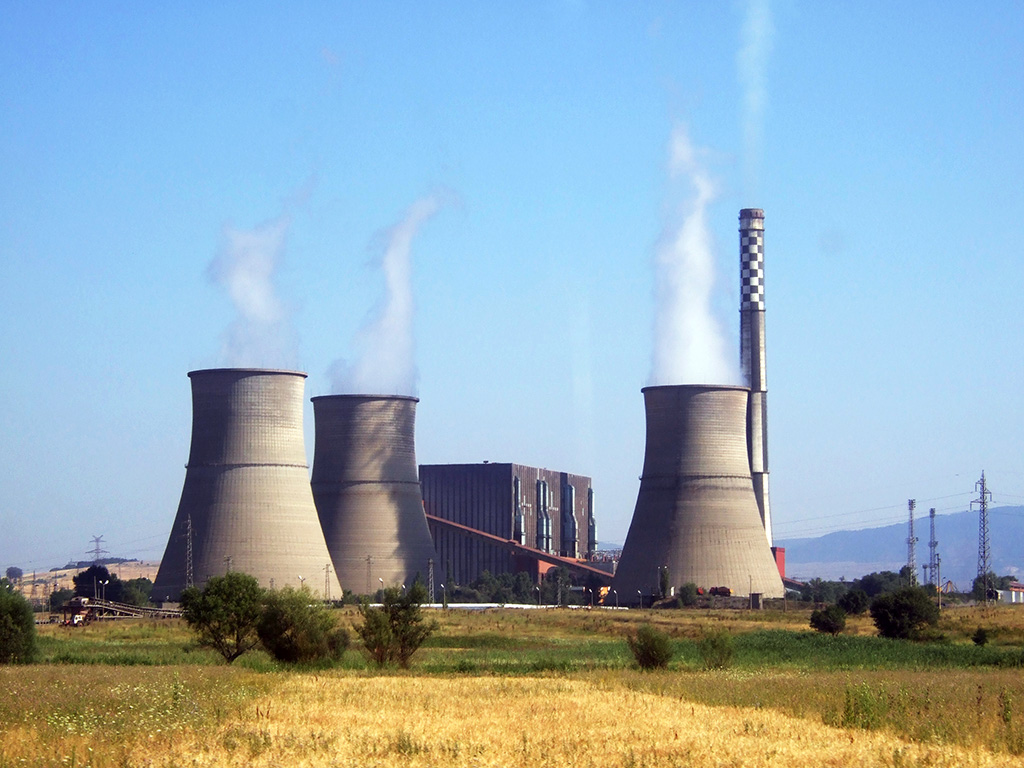
ボボフ・ドル火力発電所

ボボフ・ドル（ブルガリア語: Бобов дол / Bobov Dol [ˈbɔbovˌdɔɫ]）はブルガリア西部の町、およびそれを中心とした基礎自治体。キュステンディル州に属する。コチェリノヴォおよびリラに近接している。地理的にバルカン半島のほぼ中心にあり、炭鉱と火力発電所の町として知られている。町はキュステンディル州ではキュステンディル、ドゥプニツァに次いで3番目の人口規模を持っている。
山岳地帯に位置しており、4方向をコニャヴォ山脈（Конявска / Konyavska）に囲まれており、ゴログラフスキ・リド（Гологлавски Рид）が北から東へ走り、火山様のコロシ峰（Колош / Kolosh）が西に位置している。町の南にはラズメタニツァ平原（Разметаница / Razmetanitsa）がストルマ川（Струма）まで広がっている。町の名前は「豆の谷」を意味しており、元の町のあった渓谷（現在のフリスト・ボテフ地区）が豆の形であったことによる。西にも町は広がり、より新しいミニョル地区は1954年以降に開発され、ほとんどは高層住宅である。
ボボフ・ドルには1575年にオスマン帝国の徴税所ができて誕生した町であるが、かつて古代にはトラキア人が居住しており、後にはブルガリア帝国や東ローマ帝国の一部となった。1830年には地理学者のアミ・ブーエ（Ami Boué）が訪れ、地元の石炭の埋蔵について調査した。ブルガリア解放の後ほどなくして1891年に石炭の掘削が始まった。1967年9月30日に、ボボフ・ドルの村は町に昇格した。ボボフ・ドル火力発電所は、町から10キロメートルのゴレモ・セロに1973年から1975年にかけて建造された。共産党支配下では、ボボフ・ドルは大勢の労働者を受け入れ、経済成長と人口増加を経験した。1980年代、遠くはニカラグアからも労働者が訪れた。
地元出身の著名人には、サッカー監督のゲオルギ・ヴァシレフ（Georgi Vasilev）、金融大臣のプラメン・オレシャルスキ（Plamen Oresharski）らがいる。地元のサッカー・クラブ、PFCミニョル・ボボフ・ドル（PFC Minyor Bobov dol）はブルガリア2部リーグに属している。

## 町村
ボボフ・ドル基礎自治体（Община Бобов дол）には、その中心であるボボフ・ドルをはじめ、以下の町村（集落）が存在している。
- Бабино
- Бабинска река
- Блато
- Бобов дол
- Голема Фуча
- Големо село
- Голям Върбовник
- Горна Козница
- Долистово
- Коркина

- Локвата
- Мала Фуча
- Мали Върбовник
- Мало село
- Мламолово
- Новоселяне
- Паничарево
- Шатрово